# Dodatno zgorevanje
Dodatno zgorevanje (ang. Afterburner (USA) ali Reheat (UK), rus. Форсаж - forsaž, fra. PC oz. postcombustion) je način povečanja potiska reaktivnega motorja. Večinoma se uporablja za vojaška nadzvočna letala. Dodatno zgorevanje zelo poveča potisk motorja v situacijah kot so vzlet, hitro vzpenjanje, letalski dvoboj in nadzvočni let. To se doseže z vbrizganjem goriva po izhodu iz turbine, izpušni zrak iz turbine ima namreč še veliko zraka (oziroma kisika). Prednost dodatnega zgorevanje je povečan potisk, brez dodatnega obremenjevanja turbine. Slabost pa je zelo velika poraba goriva (več sto litrov na minuto), ki je že tako velika pri lovcih. Zato se po navadi uporablja le za kratek čas, ker imajo omejene količine goriva.
Večji potisk bi sicer lahko dosegli tudi s povečanjem dotoka goriva v zgorevalno komoro, s čimer bi povečali vstopne temperature in povečali obrate turbine, vendar bi tako lahko poškodovali ali pa celo uničili motor. Pri dodatnem zgorevanju se sicer motor vrti pri velikih obratih, vendar ne v takih, ki bi poškodovali motor.
Piloti lahko aktivirajo dodatno zgorevanje v letu. V strokovni literaturi se uporablja termin "Wet" (moker potisk) ko je  vklopljen, ko pa je izklopljen pa "Dry" (suh potisk). Režim, ko motor z dodatnim zgorevanjem razvija maksimalni potisk se "maksimalna moč", ko pa razvija maksimalni suh potisk se imenuje "vojaška moč".
Komercialni letali z dodatnim zgorevanjem sta bila Concorde in ruski Tu-144.
Superkrižarjenje (ang.Supercruise) je letenje z nadzvočno hitrostjo brez uporabe dodatnega zgorevanja. To sposobnost imajo F-22 in Suhoj PAK-FA.
Nekateri lovci uporabljajo usmerjevalnik potiska, ki poveča manevrirnost letala.